# ジュリアン・グリーン
ジュリアン・グリーン（Julien Green 1900年9月6日 - 1998年8月13日）は、フランス・アメリカ合衆国の小説家。

## 生涯
アメリカ人の両親のもとパリに生まれる。母方の祖先は米国上院議員のジュリアン・ハートリッジ。プロテスタントの厳格な教育を受けるが、14歳の時に母親が死去し、二年後父親と共にカトリックに改宗する。第一次世界大戦に伍長として参加、1919年叔父の招きでアメリカに行き、ヴァージニア大学で学ぶ。
1926年長編小説「モンーシネール」でデビュー。孤独な人間の不安、苦悩を「幻を追う人」(1934年)、「真夜中」(1936年)等で描く。1940-1945年は米国情報省に勤務し、講演旅行をする。1945年帰国し、カトリックの信仰を深め、1950年「モイラ」、1971年「他者」などを書く。1966年文化国民大賞受賞。1970年、アカデミー・フランセーズ文学大賞受賞。
日本では人文書院から全集が出ている。

## 邦訳
- 『閉された庭』新庄嘉章訳 フランス現代小説 第一書房 1936　のち角川文庫
- 『幻を追ふ人』福永武彦・窪田啓作訳 創元社 1951
  - 『幻を追う人』福永武彦訳 新潮文庫 1954
- 『運命(モイラ)』福永武彦訳 新潮社 1953
- 『真夜中』河合亨訳 岩波書店 岩波現代叢書 1953
- 『四角関係』佐分純一訳 ダヴィッド社 1954
- 『今ひとつの眠り』鈴木健郎訳 角川文庫 1957
- 『夜明け前の出発』品田一良訳 講談社 1967
- 『ヴァルーナ』原田武著 青山社 1975
- 『キリスト教文学の世界 1 (J.グリーン ジッド) 』主婦の友社 1977

モイラ(福永武彦訳) 地を旅する者(川村克己訳)
- 『ジュリアン・グリーン全集』人文書院

1　アドリエンヌ・ムジュラ　新庄嘉章訳 1979
2　漂流物　三輪秀彦訳 1979
3　ヴァルーナ　高橋たか子訳 1979
4　モイラ　福永武彦訳 1980
5　南部・敵・影　大久保輝臣、豊崎光一、渡邊守章訳 1981
6　他者　山崎庸一郎訳 1979
7　日記　小佐井伸二訳 1980
8　レヴィアタン　工藤進訳 1982
9　幻を追う人　福永武彦訳 1981
10　真夜中　中島昭和訳 1982
11　つみびと　多田智満子、井上三朗訳 1983
12　人みな夜にあって　山崎庸一郎訳 1981
13　悪所　三輪秀彦訳 1981
14　日記 2　小佐井伸二訳 1983
- 『私があなたなら』原田武訳 青山社 1979
- 『終末を前にして ジュリアン・グリーンは語る』マルセル・ジュリアン共著 原田武訳 人文書院 1981
- 『アシジの聖フランチェスコ』原田武訳 人文書院 1984
- 『パリ』田辺保訳 青山社 (発売) 1986
- 『信仰の卑俗化に抗して フランスのカトリック信者へのパンフレ』原田武訳 青山社 1993
- 『モイラ』石井洋二郎訳 岩波文庫 2023

| 前任 フランソワ・モーリアック | アカデミー・フランセーズ 席次22 第13代：1971年 - 1998年 | 後任 ルネ・ド・オバルディア |